# Упсала (општина)
Општина Упсала (шведски: Uppsala kommun) je општина на истоку Шведске od 197.787 становника.  Административни центар општине је  град Упсала од 140.454 становника.

## Географија
Општина Упсала простире се на Грофовији Упсала, на површини од 2189.1 km². Протеже се од od језера Маларен (шведски: Mälaren) на југу до реке  Далалвен (шведски: Dalälven) на северу.То је крај плодних равница, густих шума прошаран индустријским насељима и бројним историјским споменицима. У овој области гаје се жито и кромпир, а  развијени су  сточарство и млекарство. 

## Историја
Општина Упсала настала је уједињавањем мањих општина касних 1960-их и почетком 1970-их- Финале тог процеса било је одвајање Општине Книвста 2003. године. У данашњој општини има око тридесет изворних јединица локалне самоуправе.